# Эндшюц
Эндшюц (нем. Endschütz) — община в Германии, в земле Тюрингия. 
Входит в состав района Грайц. Подчиняется управлению Лендерек.  Население составляет 354 человека (на 31 декабря 2010 года). Занимает площадь 5,28 км².